# یورگنشتورف
یورگنشتورف (به آلمانی: Jürgenstorf) یک شهر در آلمان است که در Mecklenburgische Seenplatte District واقع شده‌است. یورگنشتورف ۱٬۱۵۰ نفر جمعیت دارد.